# فريق العام من اتحاد لاعبي كرة القدم المحترفين

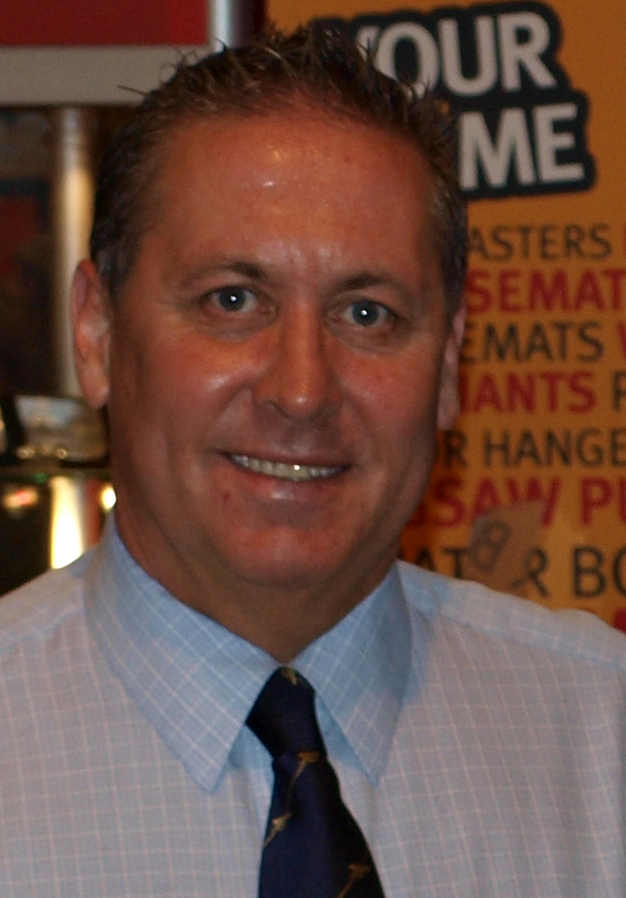

فريق العام لاتحاد لاعبي كرة القدم المحترفين (بالإنجليزية: Professional Footballers' Association Team of the Year)‏ هي جائزة سنوية تُمنح لمجموعة من 55 لاعب كرة قدم عبر المستويات الأربعة الأولى لكرة القدم الإنجليزية للرجال؛ الدوري الإنجليزي الممتاز، دوري البطولة الإنجليزية، الدوري الإنجليزي الدرجة الأولى، الدوري الإنجليزي الدرجة الثانية، وكذلك اتحاد كرة القدم للسيدات، الذين يُنظر إليهم على أنهم يستحقون أن يتم اختيارهن في «فريق العام». يحمل بيتر شيلتون الرقم القياسي في عدد التواجد في الفريق بظهوره لـ10 مرات. يحمل ستيفن جيرارد حاليًا أكبر عدد من الظهور في الفريق في عصر الدوري الإنجليزي الممتاز بظهوره لـ8 مرات.
تم تقديم الجائزة منذ موسم 1973–74 وتم تجميع القائمة المختصرة من قبل أعضاء نقابة اللاعبين، رابطة اللاعبين المحترفين (PFA)، في شهر يناير من كل عام، ثم يتم التصويت على الفائزين من قبل لاعبين آخرين في أقسامهم. يعتبر اللاعبون في دوري كرة القدم هذه الجائزة أعلى وسام متاح لهم، نظرًا لاختيارها من قبل زملائهم المحترفين. في عام 2014، تم اختيار فريق للاعبات يتنافسن في دوري كرة القدم للسيدات للمرة الأولى.

## الفائزون
- فريق العام من اتحاد لاعبي كرة القدم المحترفين (عقد 1970)
- فريق العام من اتحاد لاعبي كرة القدم المحترفين (عقد 1980)
- فريق العام من اتحاد لاعبي كرة القدم المحترفين (عقد 1990)
- فريق العام من اتحاد لاعبي كرة القدم المحترفين (عقد 2000)
- فريق العام من اتحاد لاعبي كرة القدم المحترفين (عقد 2010)
- فريق العام من اتحاد لاعبي كرة القدم المحترفين (عقد 2020)

## وصلات خارجية
- الموقع الرسمي لاتحاد لاعبي كرة القدم المحترفين